# الحكم بن أبان العدني
الحكم بن أبان محدث وعالم مسلم صاحب سُنَّة، من أهل عدن توفي سنة 154 هـ وهو ابن أربع وثمانين سنة.

## نسبه
هو الحكم بن أبان بن عثمان بن حرب بن عبد الرحمن بن الحكم بن أبي العاص بن أميّة بن عبد شمس الأموي. 

## حياته
ولد الحكم بن أبان سنة 70 هـ أو سنة 71 هـ، وهو من أهل عدن،  وسيد أهلها في العلم والدين. 
وذكر ابن حبان أن أصله من المدينة وسكن عدن، ولذلك قال في نسبته «المدني»، بينما نصت مصادر ترجمته الأخرى على أنه من أهل عدن. 
يكنى بأبي عيسى، ولي قضاء عدن.
نسب الجندي إلى أبيه تأسيس مسجد أبان في عدن، وذكر أن كنيته أبو مروان، وذكر نسبه فقال: الحكم ‌بن ‌أبان بن عَفَّان بن الحكم بن عُثْمَان الْعَدنِي، وقال: امتحن بقضاء عدن وكان مشهورًا بالكرم.

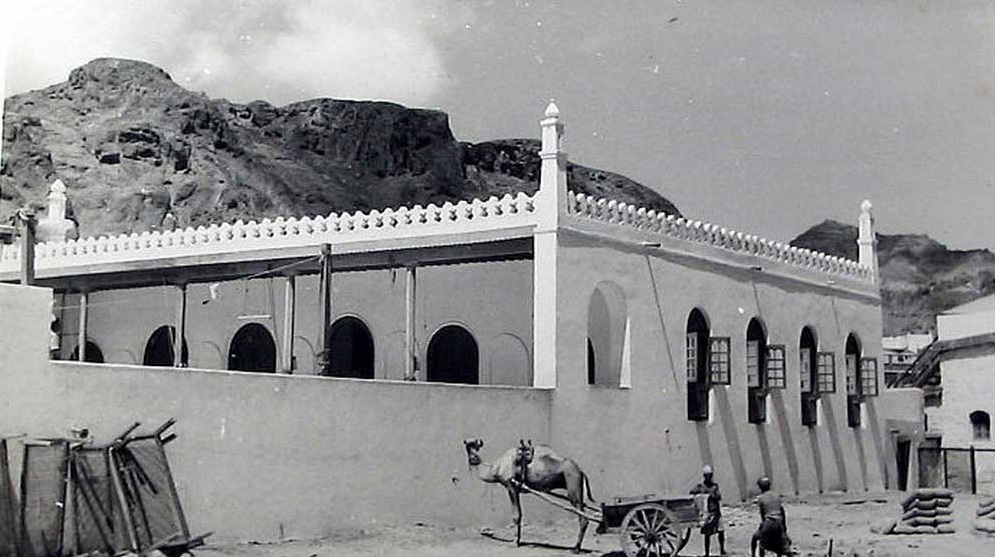
مسجد أبان في عدن

## مشايخه
- عكرمة مولى ابن عباس.[2][7][10]
- طاوس بن كيسان.[2][7][10]
- إدريس بن سنان ابن بنت وهب بن منبه.[10]
- سالم بْن عَبد اللَّهِ بْن عُمَر.[10]
- سلمة بن وهرام.[10]
- شهر بن حوشب.[10]
- عبد الرحمن بن زامرد العدني.[10]
- الغطريف أبو هارون العماني.[10]
- الفضل بن عيسى الرقاشي.[10]
- القاسم بن أَبي بزة.[10]
- أبو مكين نوح بن ربيعة.[10]
- وهب بن منبه.[10]

## تلاميذه
- عبد الملك بن جريج.[2][7][10]
- يزيد بن أبي حكيم.[2][11][7][10]
- معتمر بن سليمان.[2][7][10]
- ابنه إبراهيم بن الحكم بن أبان.[11][7][10]
- حفص بن عمر العدني.[12][10]
- معمر بن راشد.[11][7][10]
- موسى بن عبد العزيز القنباري.[11][10]
- سفيان بن عيينة.[7][10]
- إسماعيل بن علية.[7][10]
- إبراهيم بن أعين الشيباني.[10]
- أمية بن شبل الصنعاني.[10]
- الحسين بن عيسى الحنفي.[10]
- خالد بن يزيد العمري.[10]
- سلم بن جعفر.[10]
- عبد العزيز بن فائد العدني.[10]

## أقوال العلماء فيه
- قال يوسف بن يعقوب: «ذاك سيد أهل اليمن، كان يصلي من الليل فإذا غلبته عيناه نزل إلى البحر فقام في الماء يسبح مع داوب البحر».[2][7]
- ابن معين: ثقة.[13][7] وكذلك قال النسائي.[10]
- أحمد بن عبد الله بن صالح العجلي: ثقة صاحب سنة.[14]
- سفيان بن عيينة: أتيت عدن فلم أر مثل الحكم بن أبان.[15][7]

## روايته في كتب السنة
روى له أصحاب السنن الأربعة: النسائي، والترمذي، وأبي داود، وابن ماجه، والبخاري في «الأدب المفرد» وفي «القراءة خلف الإمام».

## وفاته
توفي سنة 154 هـ على قول الأكثرين، أو سنة 155 هـ على قول علي بن المديني، وهو ابن أربع وثمانين سنة.